# الحجرة (المخادر)

تعديل مصدري - تعديل

الحجرة محلة تابعة لقرية المخادر، التابعة لعزلة جبل عقد بمديرية المخادر إحدى مديريات محافظة إب في الجمهورية اليمنية، بلغ تعداد سكانها 162 حسب تعداد اليمن لعام 2004.